# Pammenemima
Pammenemima là một chi bướm đêm thuộc phân họ Olethreutinae, họ Tortricidae Tortricidae.

## Các loài
- Pammenemima exocentra (Meyrick, 1939)
- Pammenemima ionia (Wileman & Stringer, 1929)
- Pammenemima ochropa (Meyrick, 1905)
- Pammenemima pagerostoma (Diakonoff, 1984)
- Pammenemima plumbosana (Bradley, 1961)
- Pammenemima tetramita (Turner, 1925)